# Rhabdostauridium retortula
Rhabdostauridium retortula är en svampdjursart som beskrevs av Schmidt 1880. Rhabdostauridium retortula ingår i släktet Rhabdostauridium, ordningen Hexactinosida, klassen glassvampar, fylumet svampdjur och riket djur.
Artens utbredningsområde är Yucatán (Mexiko). Inga underarter finns listade i Catalogue of Life.